# Chapelle des Capucins (Valence)
La chapelle des Capucins est un ancien lieu de culte catholique, aujourd’hui désaffecté. Elle est située 4 place Laënnec, dans le centre-ville de Valence dans la Drôme (France), et elle est inscrite au titre des Monuments historiques depuis 1997.

## Histoire
Les Capucins, agents actifs de la réforme tridentine, s’installent à Valence et bâtissent entre 1620 et 1630 un couvent, dont la chapelle qui subsiste aujourd’hui. Le couvent est établi sur la rive du Rhône, la chapelle serait construite sur un pile d’un ancien pont romain, et une autre pile de ce pont, qui a été détruite lors de la Seconde Guerre mondiale, l’aurait protégée des crues parfois violentes du Rhône.
À la fin du XVIIIe siècle, la chapelle est dotée d’un décor peint en trompe-l’œil. À la Révolution, en 1791, le couvent est vendu comme bien national à un particulier. Les bâtiments conventuels sont transformés, peu de temps après (1802), en hôpital, en service jusqu’aux années 1970. La chapelle est rendue au culte catholique en tant que chapelle de l’hôpital. Par la suite, elle est attribuée à la DDE de la Drôme, jusqu’en 1991. Elle est reconvertie de nos jours en salle de réunions et lieu d’expositions.
Les objets du mobilier de la chapelle qui sont classés et inscrits sont conservés aux Archives départementales.

## Architecture
Cette chapelle étant contemporaine de celle de l’abbaye Notre-Dame de Soyons toute proche, on a pu penser que toutes deux pouvaient avoir un même architecte, d’origine italienne.
Comme d’autres à Valence, la chapelle est occidentée, le chœur se trouvant à l’ouest, l’entrée se faisant à l’est, du côté le plus haut du terrain. La chapelle est englobée dans des bâtiments de différentes époques. D’après les parties encore visibles, le haut des murs côté sud et le mur nord, visible depuis une cour intérieure, présentent un appareil en galets du Rhône alternant avec des assises de pierres plates.

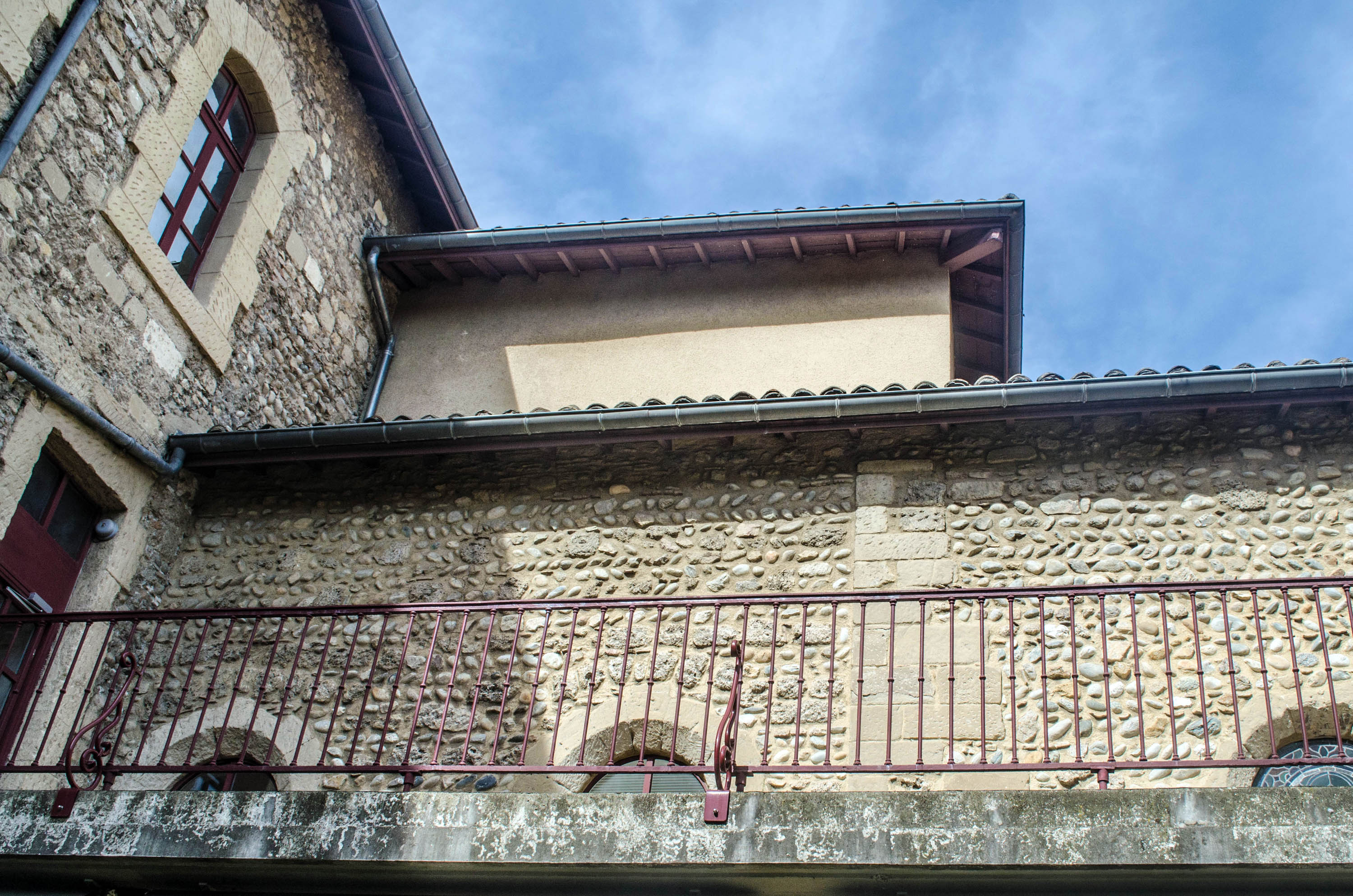
Haut du mur sud
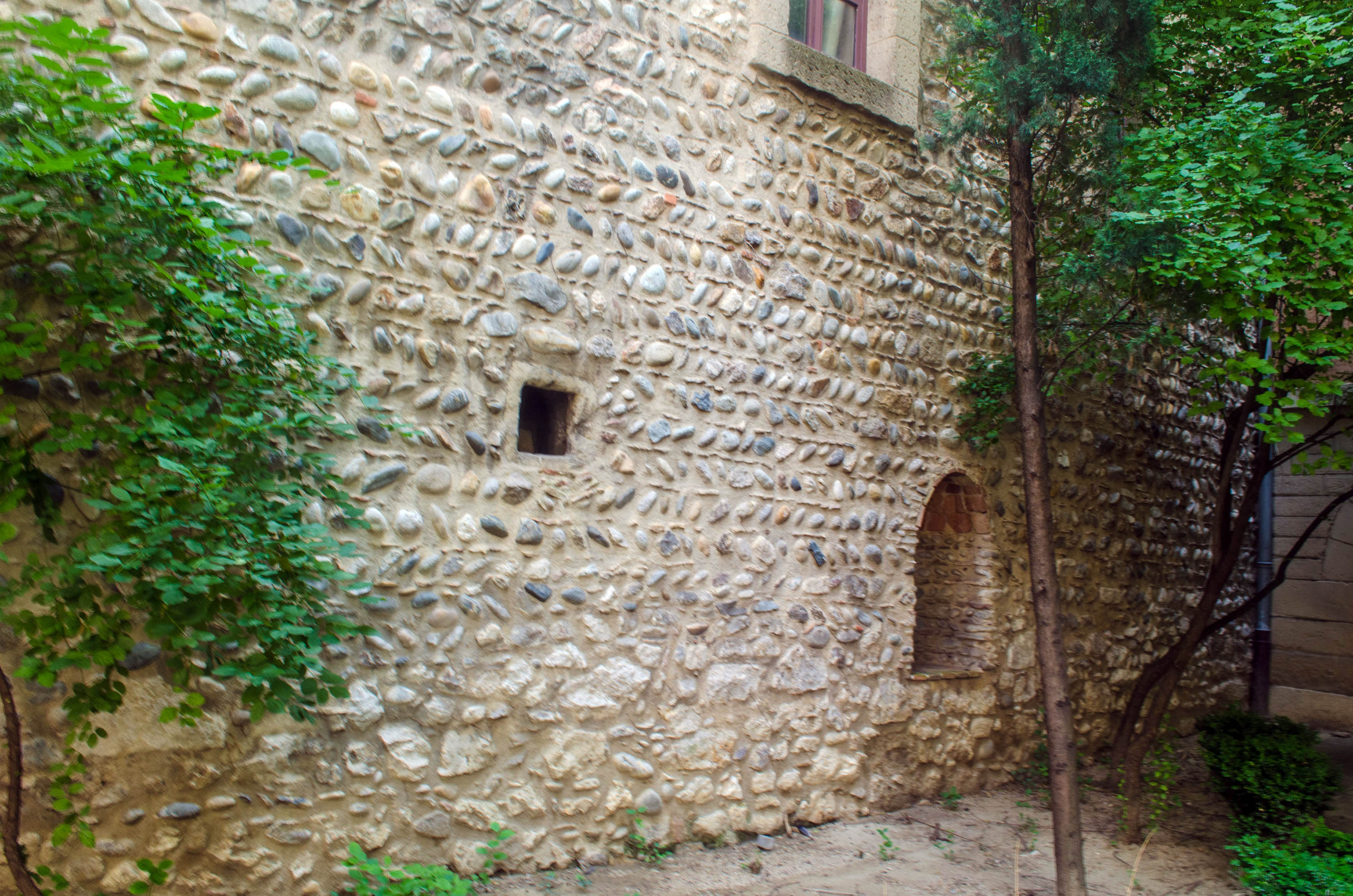
Mur nord

### Façade
La façade, sobre, offre un portail monumental classique : une porte à arc en plein cintre surmontée d’un fronton cintré brisé avec une niche contenant la statue de l'évêque saint Venance, et deux baies en plein cintre de part et d’autre. La façade est surmontée d’un fronton sommé d’une croix.

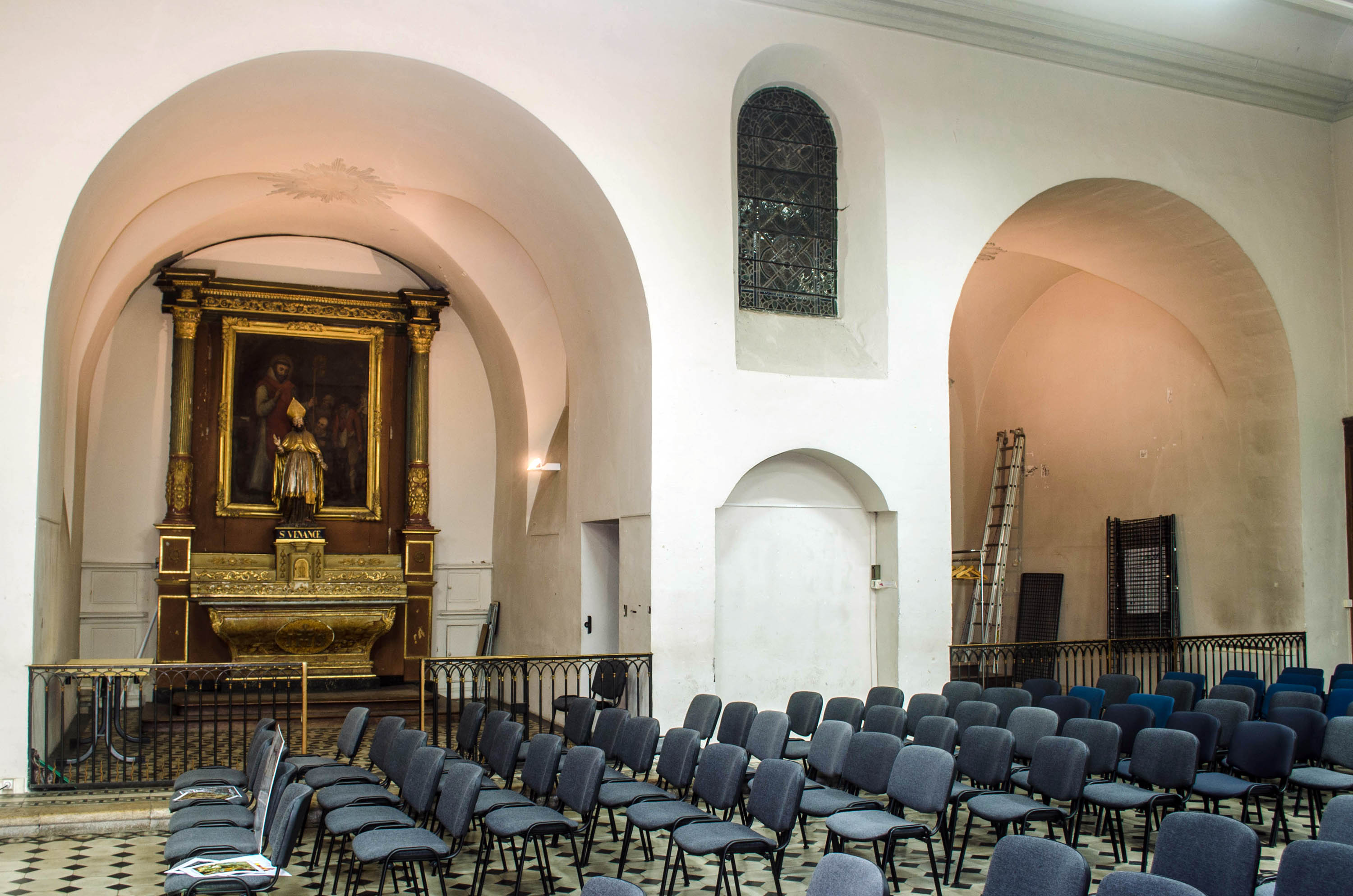
Les deux chapelles latérales.

### Intérieur
L’intérieur est de plan rectangulaire, éclairé par des fenêtres en plein cintre côté sud (qui s’ouvrait sur un cloître), couvert d’un plafond plat. Une poutre semblant reposer de part et d’autre sur deux fausses colonnes peintes en décor de marbre, marque la séparation de la nef et du chœur, ainsi qu’une table de communion en ferronnerie. De part et d’autre du maître-autel, on peut voir des peintures murales en grisaille représentant des architectures en trompe-l’œil. Le maître-autel est inclus dans un retable XVIIe siècle qui comporte un tableau représentant saint Venance entouré d’anges, sur des nuées, faisant un geste de bénédiction vers des miséreux qui l’implorent, en bas à droite figurent probablement les donateurs agenouillés : cet ensemble provenait en effet du couvent de Notre-Dame de Soyons édifié originellement autour des reliques de ce saint qui sont aujourd’hui conservées en l’église Saint-Jean-Baptiste.
Du côté nord de la nef, se trouvent deux chapelles. La première, voûtée en berceaux croisés, contient un retable dédié à la Vierge. L’autel est orné de l'Agneau sur le Livre aux sept sceaux, thème relativement rare mais qu’on retrouve à plusieurs reprises à Valence. La seconde est voûtée en berceau, avec deux lunettes étroites de chaque côté, qui conservent des peintures murales. La chapelle possède un retable comprenant une peinture représentant saint Benoît prêchant, devant laquelle se trouve une statue polychrome de saint Venance en vêtements épiscopaux. L’entablement du retable manque, faute de place en hauteur. On peut penser que c’était le retable principal de la chapelle, qui était dédiée à saint Benoit. La statue de saint Venance est probablement postérieure (la « typographie » peinte de St Venance est typique du XIXe siècle.).
Huit tableaux représentant des saints en costumes de Capucins ornaient la chapelle, ils sont maintenant déposés au Conservatoire du patrimoine.

Les retables
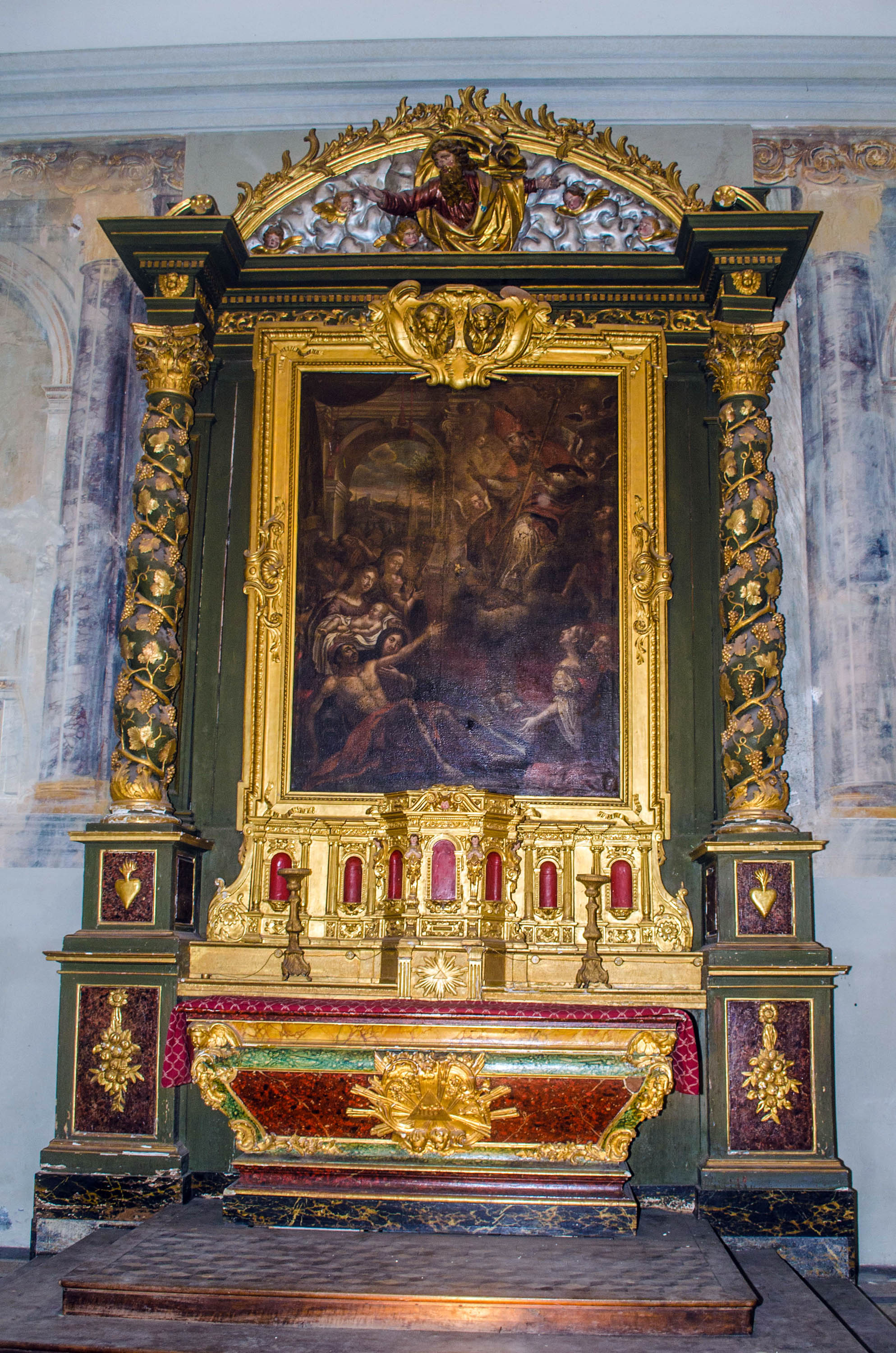
Le retable de saint Venance et le maître-autel.
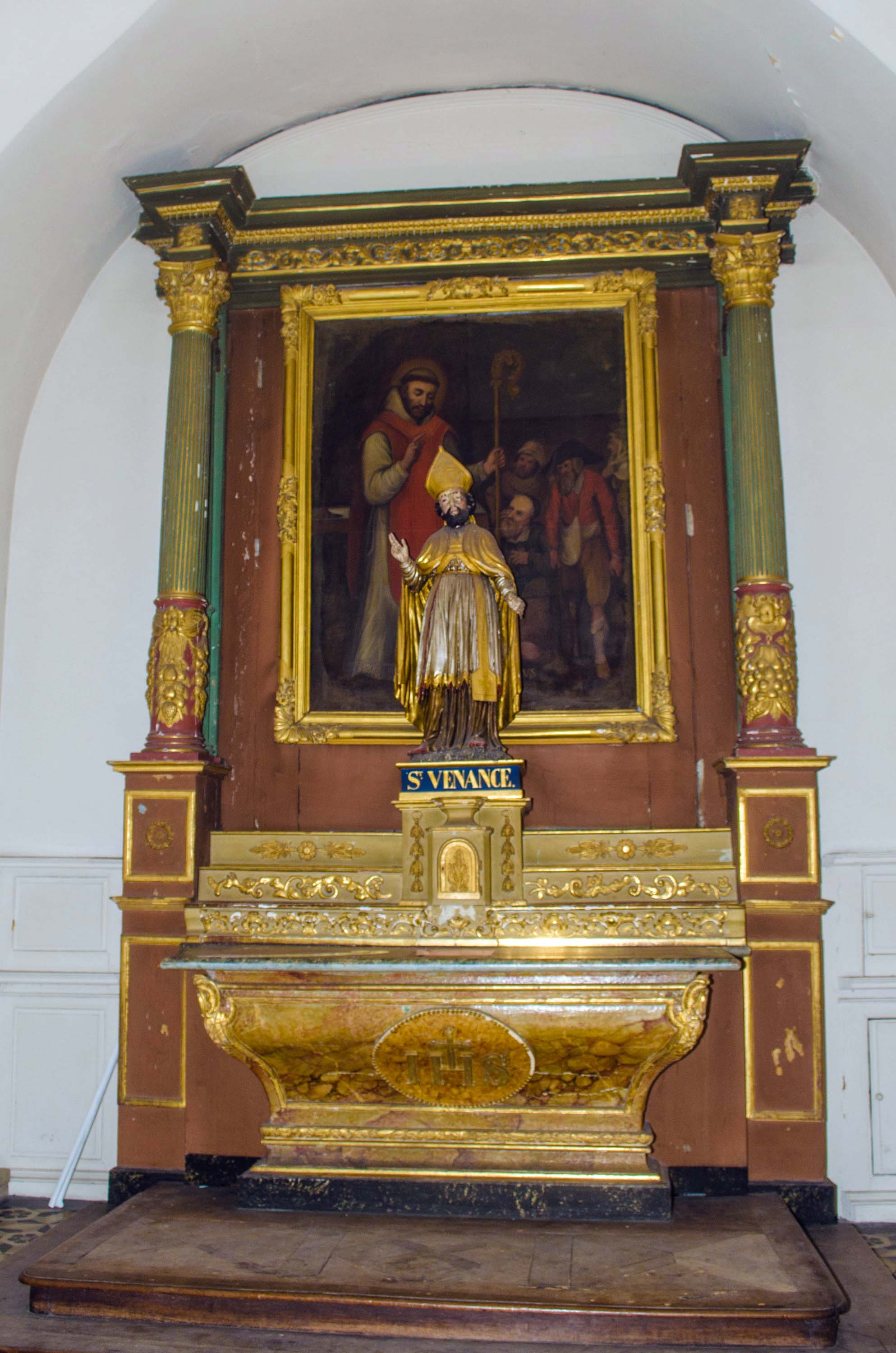
Retable de saint Benoit et statue de saint Venance, chapelle latérale.
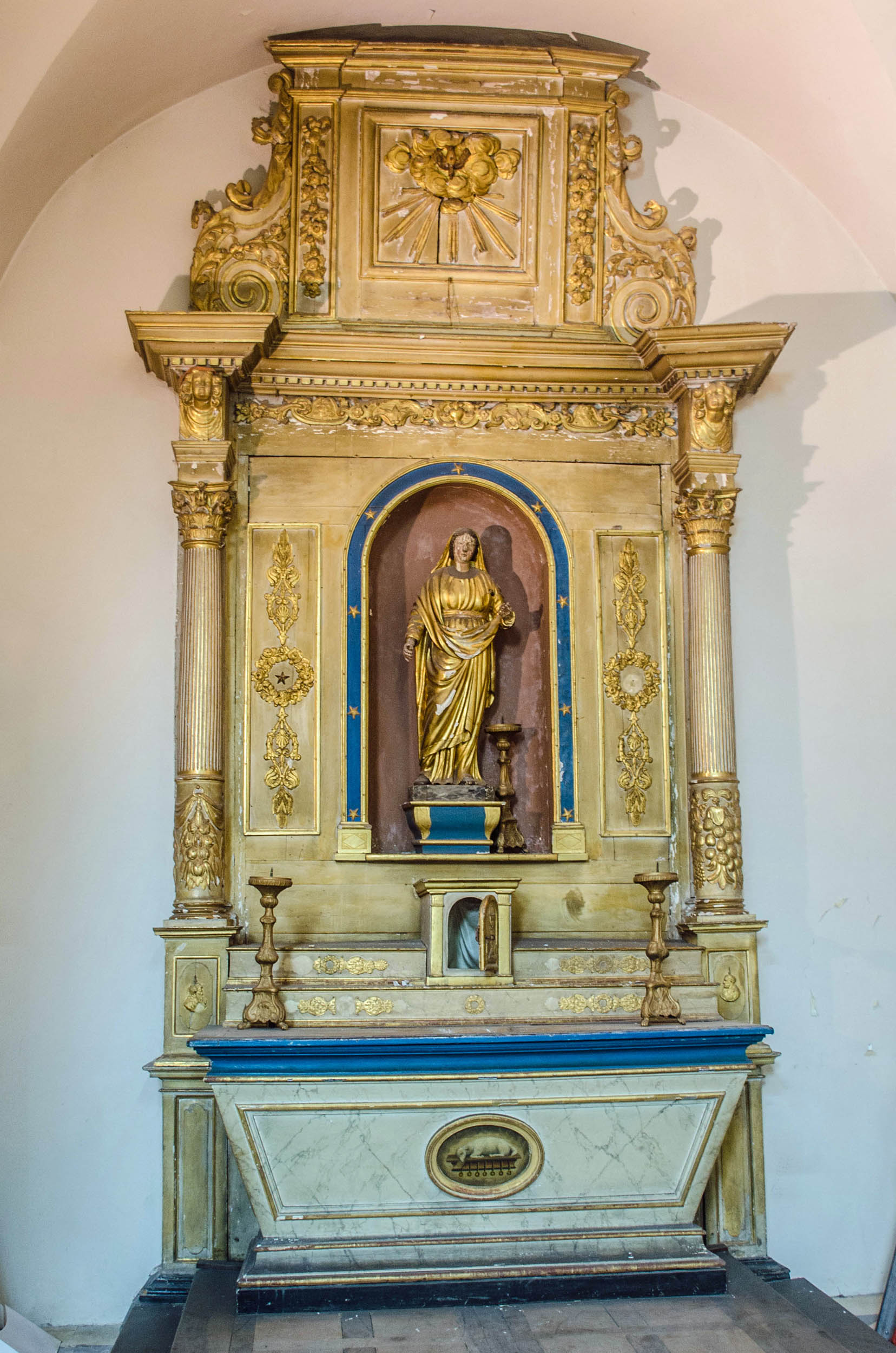
Retable de la Vierge.

Les peintures murales du chœur
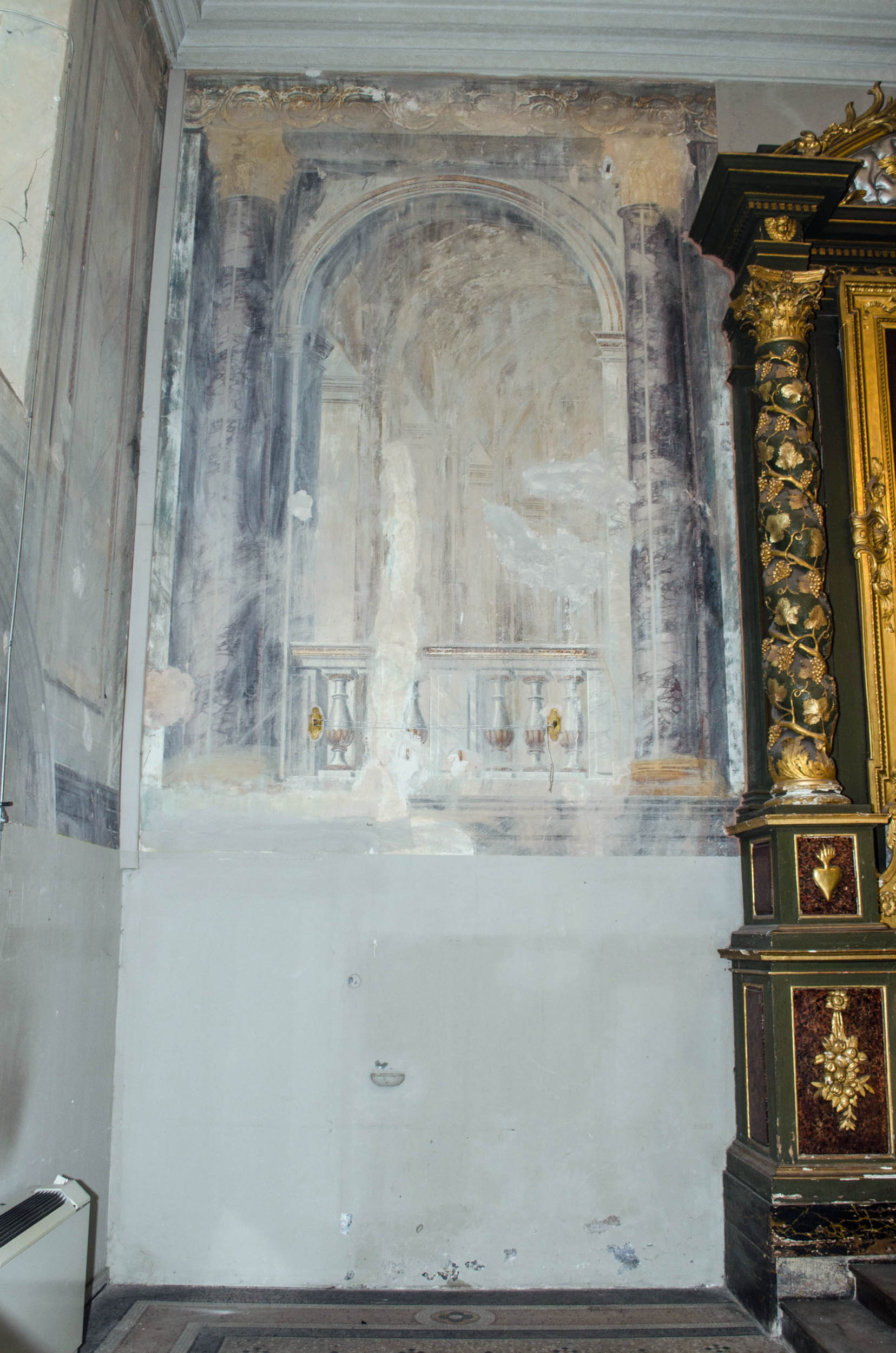
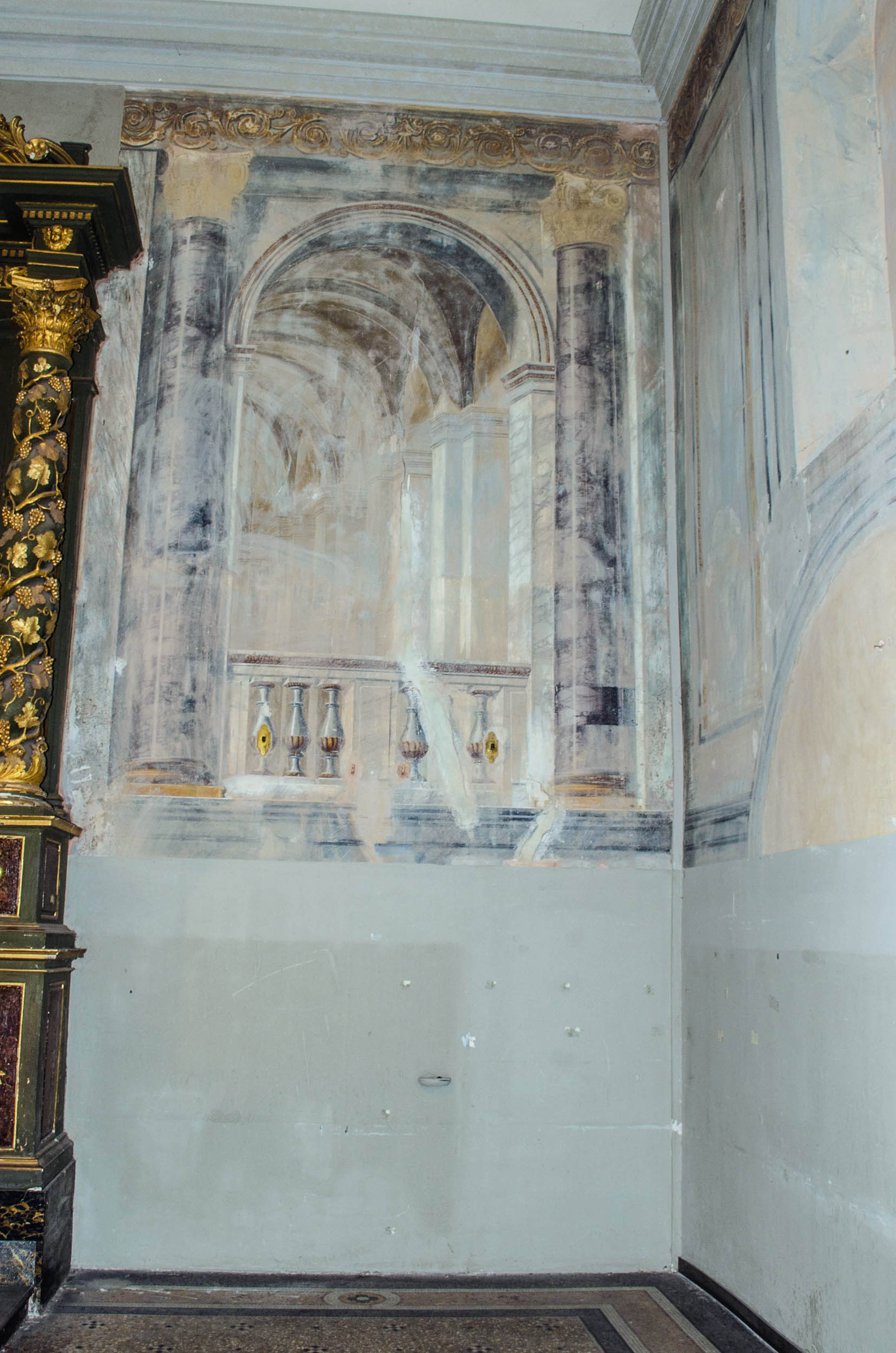